# Saharsa (Distrikt)
Der Distrikt Saharsa (Hindi सहरसा जिला, Urdu سہرسہ ضلع) ist ein Distrikt im indischen Bundesstaat Bihar. Sitz der Verwaltung ist die Stadt Saharsa.

## Geographie und Klima

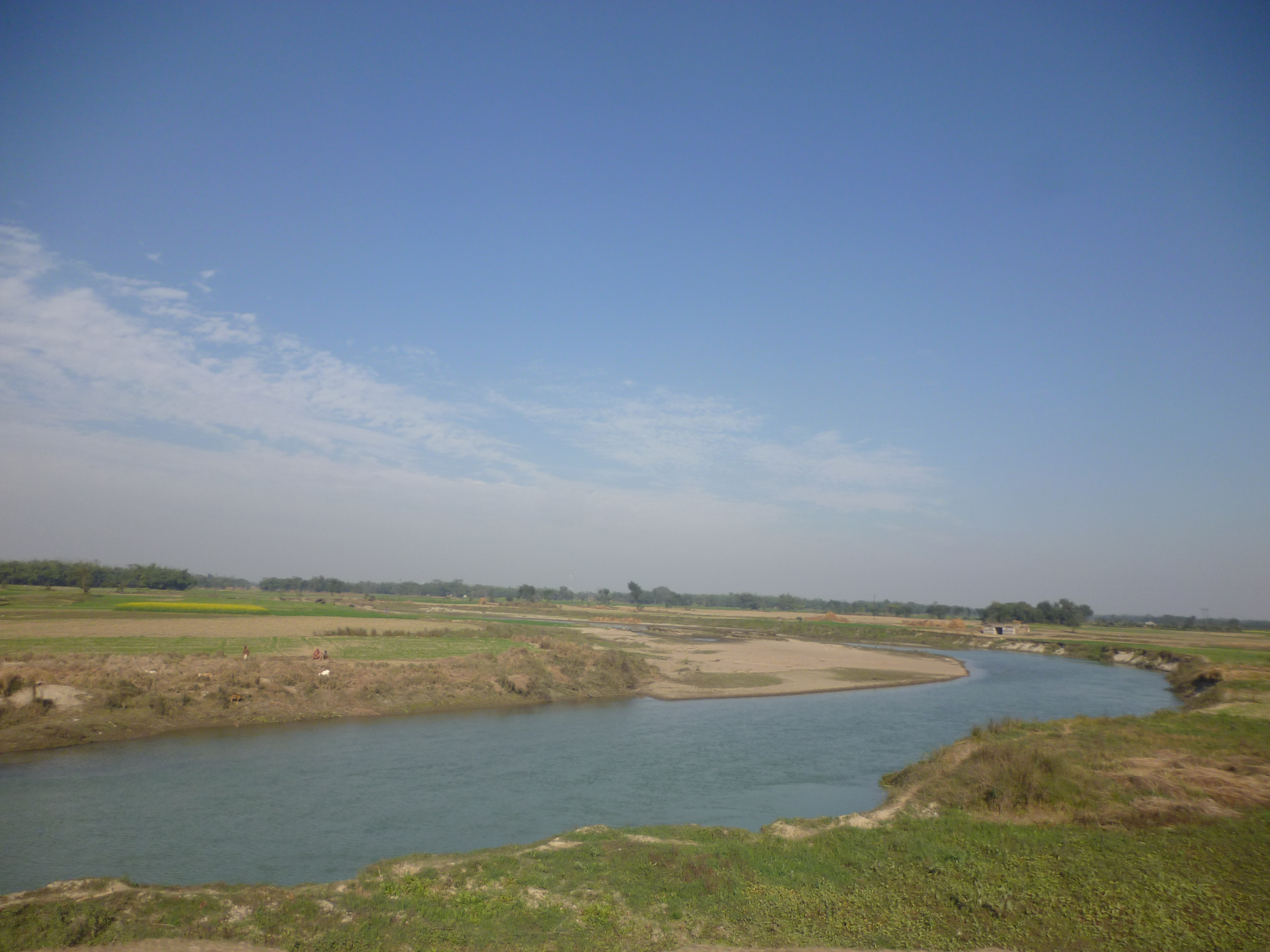
Ein Seitenarm des Kosi im Distrikt Saharsa

Der Distrikt entspricht im Allgemeinen einer flachen Schwemmebene mit einer mittleren Höhe über dem Meeresspiegel von 44 Metern. Die Topographie des Distrikts wurde in der Vergangenheit stark durch den unbeständigen Fluss Kosi geprägt, der in unregelmäßigen Zeitabständen sein Flussbett änderte und der zusammen mit seinen wechselnden, zahlreichen Seitenarmen häufige Überschwemmungen verursachte. Viele historische Stätten wurden dabei buchstäblich weggespült. Bis in die neuere Zeit richteten Überschwemmungen verheerende Schäden an, so beispielsweise bei der großen Überschwemmungskatastrophe des Jahres 2008.
Die angrenzenden Distrikte sind Darbhanga im Westen, Supaul im Norden, Madhepura im Nordosten und Osten sowie Khagaria im Süden.
Es herrscht ein subtropisches Monsunklima. Die Temperaturen sind im Dezember und Januar am niedrigsten mit einem durchschnittlichen Minimum von 8 bis 10 °C und Höchstwerten von 24 bis 25 °C. In den heißesten Monaten von April bis Juni liegen die Temperaturen zwischen minimal 23 bis 25 °C und maximal 35 bis 38 °C. Der Jahresniederschlag liegt im Mittel bei 1360 mm, wobei 1138 mm (83 %) in den Monaten des Südwestmonsuns (Juni-September) niedergehen. Die späten September-Oktober-Regenfälle (lokal bekannt als Hathia) sind für die Landwirtschaft in der Region sehr wichtig, und ihr Zeitpunkt und ihre Verteilung bestimmen, ob die Ernten gut ausfallen.
Im Jahr 2011 war der Distrikt in die beiden Subdivisionen Saharsa Sadar und Simri Bakhtiarpur eingeteilt.

## Geschichte
Der Distrikt ist Teil der historischen Region Mithila. Nach der Schlacht von Buxar 1764 kam die Region unter die Kontrolle und später direkte Herrschaft der Britischen Ostindien-Kompanie. Während der Zeit Britisch-Indiens war das Gebiet Saharsas Teil der Distrikte Munger und Bhagalpur. Im unabhängigen Indien (ab 1947) kamen diese zum Bundesstaat Bihar. Am 1. April 1954 wurde der Distrikt Saharsa eingerichtet. Am 30. April 1981 und am 14. März 1991 wurden Teile des Distrikts als neue Distrikte Madhepura bzw. Supaul abgespalten.

## Bevölkerung
Die Einwohnerzahl lag beim Zensus des Jahres 2011 bei 1.900.661. Die Bevölkerungswachstumsrate im Zeitraum von 2001 bis 2011 war mit 26,02 % sehr hoch. Saharsa hatte ein Geschlechterverhältnis von 922 Frauen pro 1000 Männer und damit einen deutlichen Männerüberschuss. Der Distrikt wies eine Alphabetisierungsrate von 53,20 % auf, was einer Steigerung um knapp 14 Prozentpunkte gegenüber dem Jahr 2001 entsprach. Die Alphabetisierung lag damit allerdings weiterhin deutlich unter dem Durchschnitt Bihars (61,8 %) und Indiens insgesamt (74,0 %). Knapp 85,7 % der Bevölkerung waren Hindus und 14,0 % Muslime. Im Distrikt wird die Sprache Maithili von der Mehrheit der Einwohner gesprochen.
Lediglich 8,2 % der Bevölkerung lebten 2011 in Städten. Die größte Stadt war Saharsa mit 156.540 Einwohnern.

## Wirtschaft

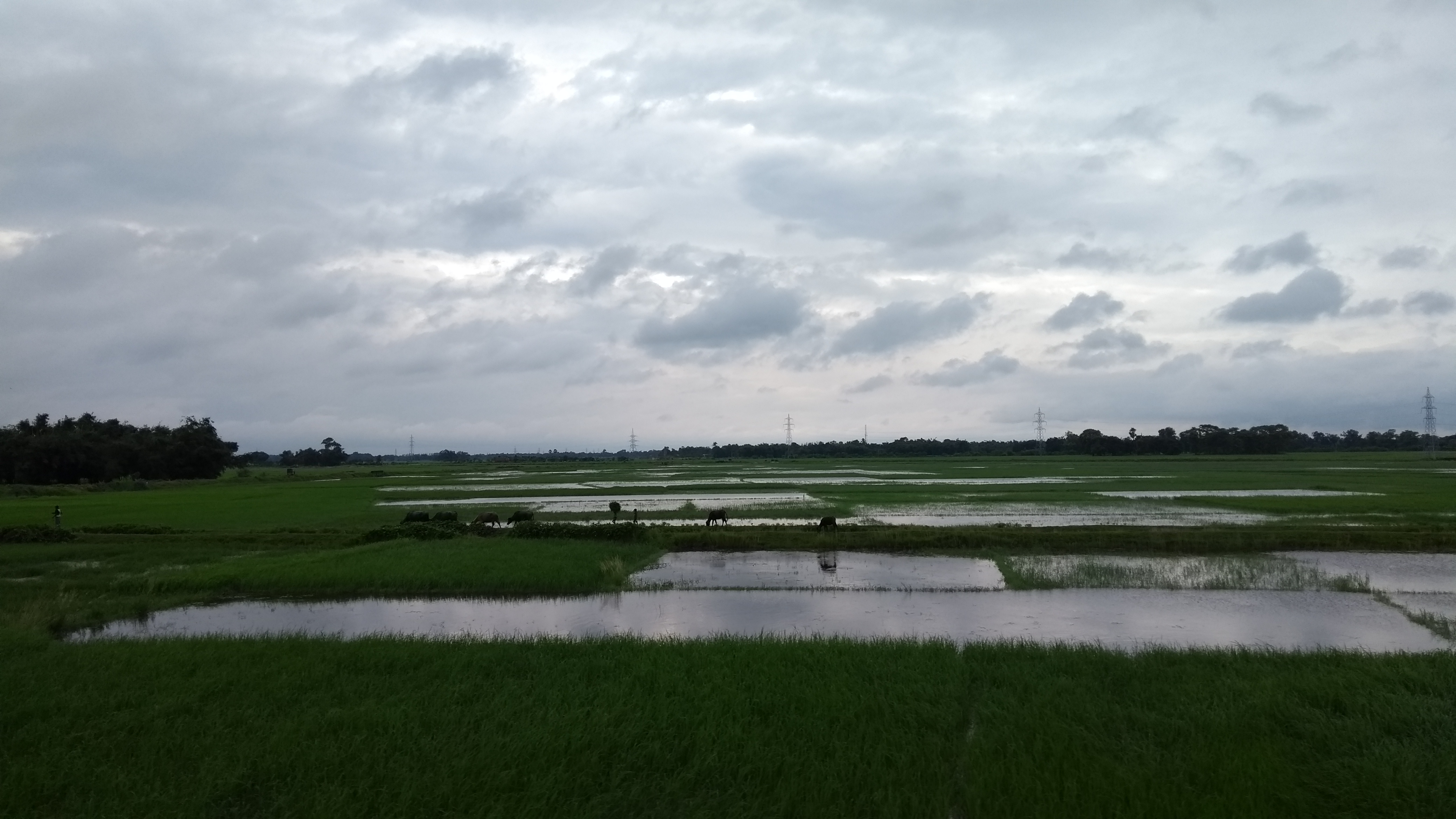
Reisfelder nahe der Stadt Saharsa

Wichtigster Wirtschaftssektor ist die Landwirtschaft. Es werden traditionell vier Ernte- und Anbausaisons unterschieden: Garma von März bis
Juni, Bhadai von April/Mai bis August/September, Aghani von Juni bis November und Rabi von Dezember bis März. In der Regel werden Bhadai und Aghani als Kharif zusammengefasst. Angebaut werden während der Kharif-Saison Reis, Mais, Hülsenfrüchte und Faserpflanzen, während der Rabi-Saison Mais, Weizen und Hülsenfrüchte und während der Garma-Saison Reis, Mais und Mungbohnen. Die Bewässerungsfeldwirtschaft spielt eine große Rolle. Saharsa ist bekannt für seine hohe Anzahl an Mango- und Litschisorten. Eine wichtige Exportfrucht sind Stachelseerosen (Makhana).